# 키시 케이코
키시 케이코(일본어: 岸 惠子 기시 게이코[*], 1932년 8월 11일 ~ )는 일본의 배우, 작가, 유엔 인구 기금 친선 대사이다.

## 출연 작품
- 일본계 미국인 (2010)
- 나는 당신을 위해 죽으러 갑니다 (2007)
- 반딧불의 묘 (2005)
- 황혼의 사무라이 (2002)
- 어머니 (2001)
- 이시미츠 마키요의 생애 (1998)
- 천하전설 살인사건 (1991)
- 시키부 이야기 (1990)
- 사사메유키 (1983)
- 고향 (1980)
- 여왕벌 (1978)
- 악마의 노래 (1977)
- 화석 (1975)
- 암흑가의 결투 (1975)
- 남자는 괴로워 12 (1973)
- 약속 (1972)
- 하늘의 기사들 (1967)
- 괴담 (1964)
- 뒤얽힌 관계 (1962)
- 조르게씨, 당신은 누구신가요? (1961)
- 검은 10인의 여자 (1961)
- 남동생 (1960)
- 폭설 (1959)
- 이른 봄 (1956)
- 보메이키 (1955)
- 코코 니 이즈미 아리 (1955)
- 당신을 삽니다 (1954)
- 벽 두터운 방 (1953)
- 당신의 이름은 (1953)
- 금일휴진 (1952)
- 홈 스위트 홈 (1951)